# Bartolomeo Varenna
Bartolomeo Varenna (* 24. Dezember 1818 in Locarno; † 11. Januar 1886 ebenda) war ein Schweizer Rechtsanwalt, Politiker (LP), Tessiner Grossrat, Staatsrat und Stadtpräsident von Locarno.

## Biografie
Bartolomeo Varenna war Sohn des Händlers Fulgenzio. Er studierte von 1834 bis 1836 Philosophie an der Universität Pavia, von 1836 bis 1839 Rechtswissenschaft an der Universität Pisa und wurde Anwalt und Notar in Locarno. Als Politiker war er von 1849 bis 1857 und von 1862 bis 1879 Tessiner Grossrat, von 1857 bis 1862 Staatsrat und von 1865 bis 1880 Stadtpräsident von Locarno.
Als Liberaler vertrat er die Schweiz im Ausland bei Verhandlungen über die Eisenbahn und die Schifffahrt auf dem Lago Maggiore. Er war Direktor des Gymnasiums in Locarno. Er war Mitglied der Carabinieri-Gesellschaft, der Demopädischen Gesellschaft, der Land- und Forstwirtschaftlichen Gesellschaft sowie Mitbegründer und Präsident des Krankenhauses La Carità in Locarno im Jahr 1872. Von 1857 bis 1862 leitete er die Zeitung La Democrazia. Im Militärdienst wurde er Bataillonskommandant und daneben war er auch Gelegenheitsdichter.